# Rajsk
Rajsk – wieś w Polsce położona w województwie podlaskim, w powiecie bielskim, w gminie Bielsk Podlaski.
| SIMC    | Nazwa | Rodzaj  |
| ------- | ----- | ------- |
| 0023828 | Rajsk | kolonia |

## Historia
Rajsk to dawna wieś królewska, która w 1795 roku znajdowała się w starostwie bielskim w ziemi bielskiej województwa podlaskiego.
Pierwsze dokumenty mówiące o istnieniu parafii w Rajsku datuje się na 1570, a o istnieniu cerkwi na 1671. Wtedy to, według legendy, na uroczysku Głowkowo w Chrabołowskim Lesie objawił się obraz Matki Boskiej. Według legendy, ikonę nakazał sobie sprowadzić właściciel pobliskiego folwarku Stołowacz – Gołdek, jednak gdy wieziono ją wozem przez Rajsk, woły zatrzymały się i nie dało się ich zmusić do ruszenia. Potraktowano to jako znak, że obraz ma tam pozostać, a Gołdek wybudował w Rajsku cerkiew drewnianą pod wezwaniem Matki Bożej Cierpiącej. W 1875 wybudowano cerkiew murowaną. Ikona zaginęła bez śladu podczas bieżeństwa.
Według Powszechnego Spisu Ludności z 1921 roku wieś zamieszkiwało 341 osób, wśród których 322 było wyznania prawosławnego, 15 rzymskokatolickiego, a 4 mojżeszowego. Jednocześnie 196 mieszkańców zadeklarowało polską przynależność narodową, a 145 białoruską. Było tu 71 budynków mieszkalnych.
16 czerwca 1942 roku, w czasie okupacji niemieckiej, wieś została spacyfikowana. W odwecie za atak sowieckich partyzantów na niemiecki samochód osobowy funkcjonariusze Gestapo i żandarmerii rozstrzelali 149 osób. Ofiarami byli mężczyźni powyżej 16. roku życia oraz kobiety, których mężowie i synowie byli nieobecni we wsi. Wieś i jej kolonie zostały doszczętnie spalone; zniszczeniu uległy wszystkie domy i zabudowania gospodarcze, a także cerkiew i kaplica cmentarna. Niemcy wycieli nawet drzewa oraz zniszczyli studnie i biegnącą przez wieś brukowaną drogę. Pacyfikację Rajska zarządził osobiście Dowódca SS i Policji w Okręgu Białystok SS-Standartenführer Werner Fromm. W 1962 roku ofiary pacyfikacji upamiętniono pomnikiem. Rajsk odznaczono także Krzyżem Grunwaldu III klasy. Zbrodnię w Rajsku upamiętnia także pomnik prawosławnych mieszkańców Białostocczyzny zabitych i zaginionych w latach 1939–1956 w Białymstoku.
W latach 60. XX w. w pobliżu wsi odkryto złoża metali, m.in. uranu. 
W latach 1861-1915 istniała gmina Rajsk. W latach 1975–1998 miejscowość administracyjnie należała do województwa białostockiego.

## Zabytki
- Parafialna cerkiew prawosławna pod wezwaniem Świętych Apostołów Piotra i Pawła, nr rej.:A-14 z 11.11.2000[12], wybudowana w 1912 w odległej o 300 km wsi Poturzyn, przewieziona do Rajska w 1962 po wyludnieniu prawosławnych z Poturzyna w trakcie Akcji „Wisła”[9].
- Cmentarz prawosławny z kaplicą św. Paraskiewy.

## O wsi
Prawosławni mieszkańcy wsi należą do miejscowej parafii Świętych Apostołów Piotra i Pawła, a wierni kościoła rzymskokatolickiego do parafii Matki Bożej z Góry Karmel w Bielsku Podlaskim.
W okolicach Rajska znajdują się największe w Polsce złoża rud zawierających uran; jego zawartość wstępnie oszacowano na ponad 88 tys. ton.
We wsi jest przystanek kolejowy Rajsk.

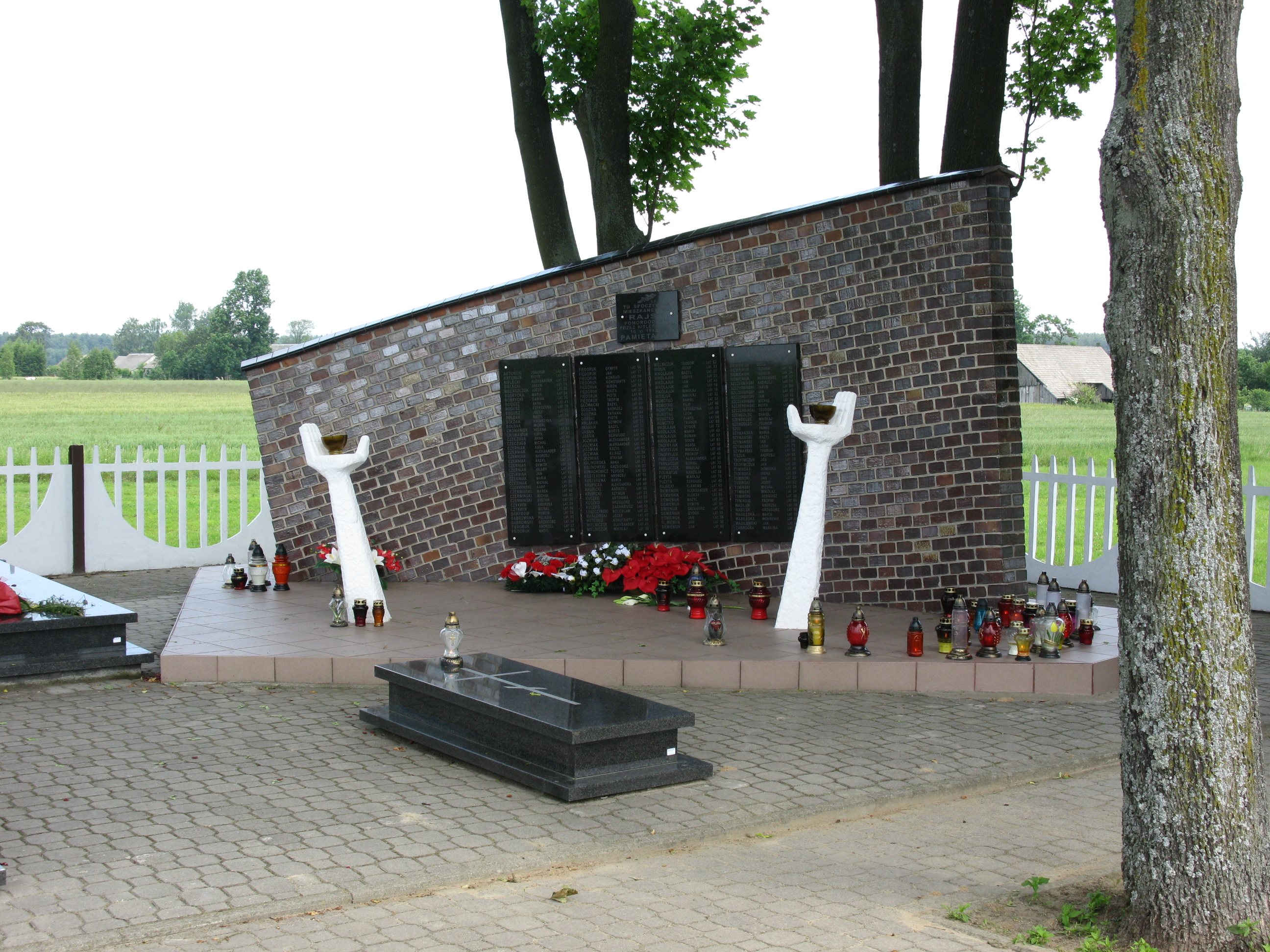
Pomnik ofiar pacyfikacji Rajska (zdjęcie zrobiono dzień po 70. rocznicy pacyfikacji)
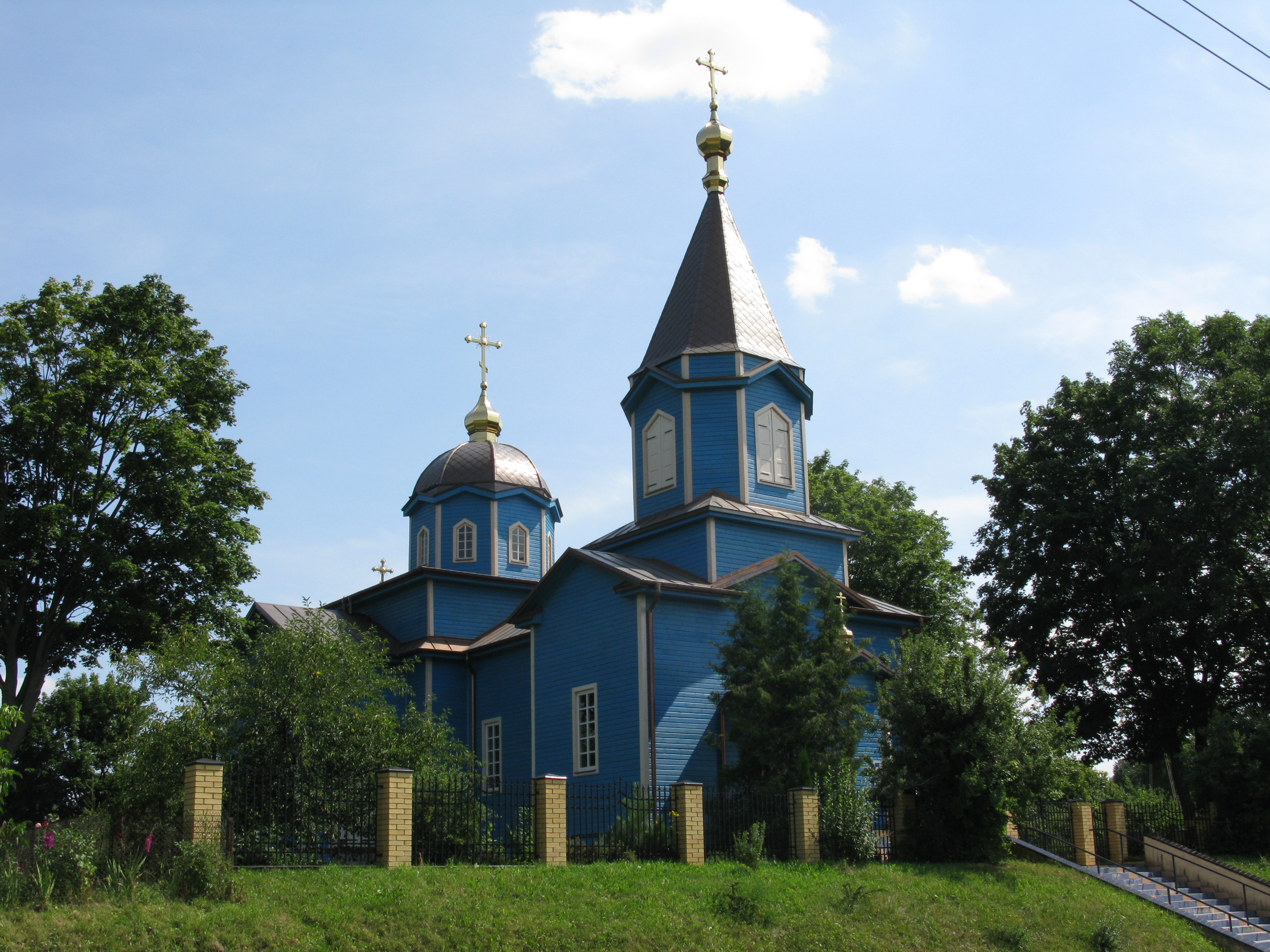
Parafialna cerkiew prawosławna Świętych Apostołów Piotra i Pawła, przeniesiona w 1962 z Poturzyna na Zamojszczyźnie
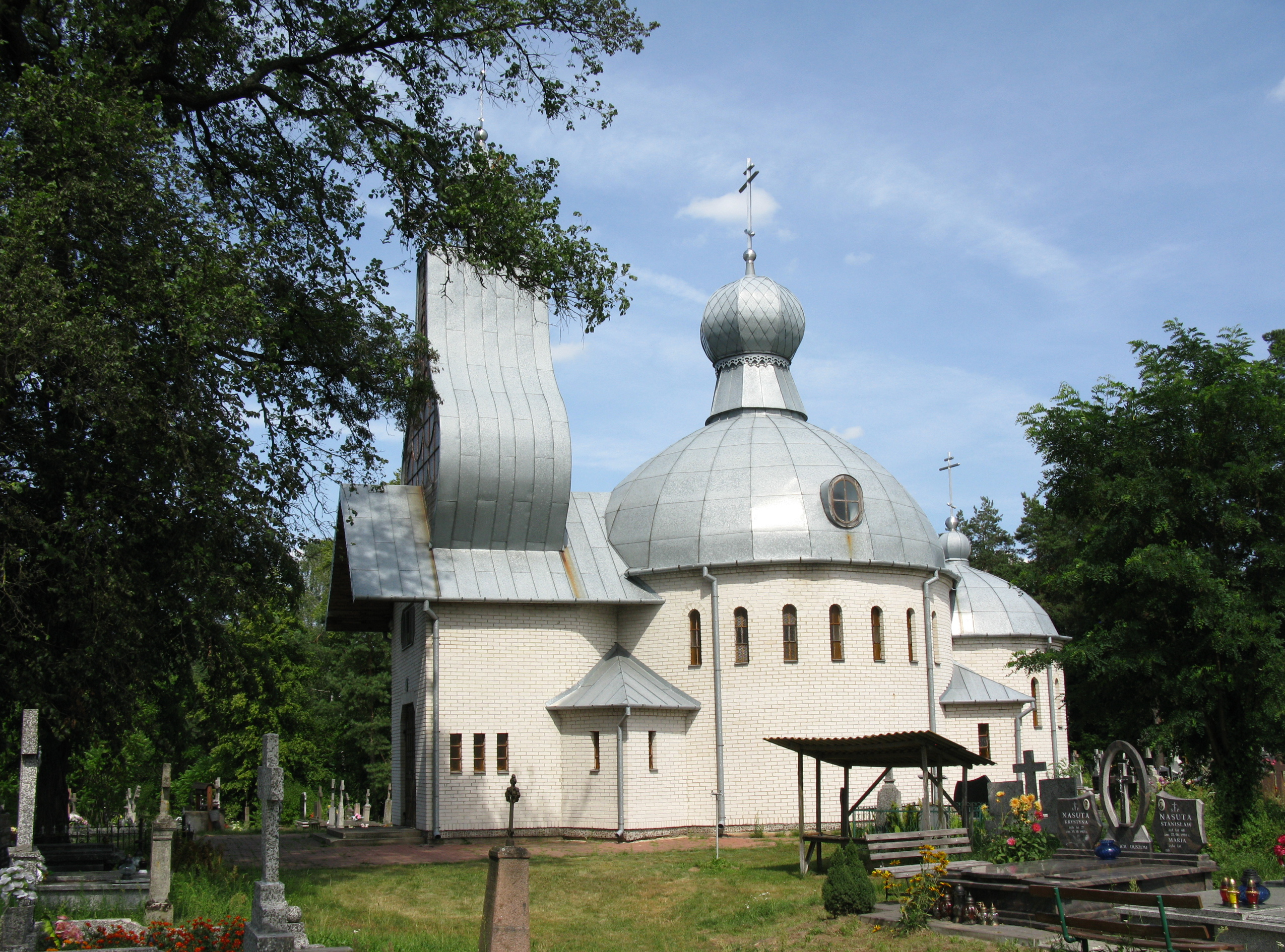
Kaplica św. Paraskiewy na cmentarzu prawosławnym

Wieś odznaczono Orderem Krzyża Grunwaldu III klasy (1973)